# Lutherschule (Hannover)

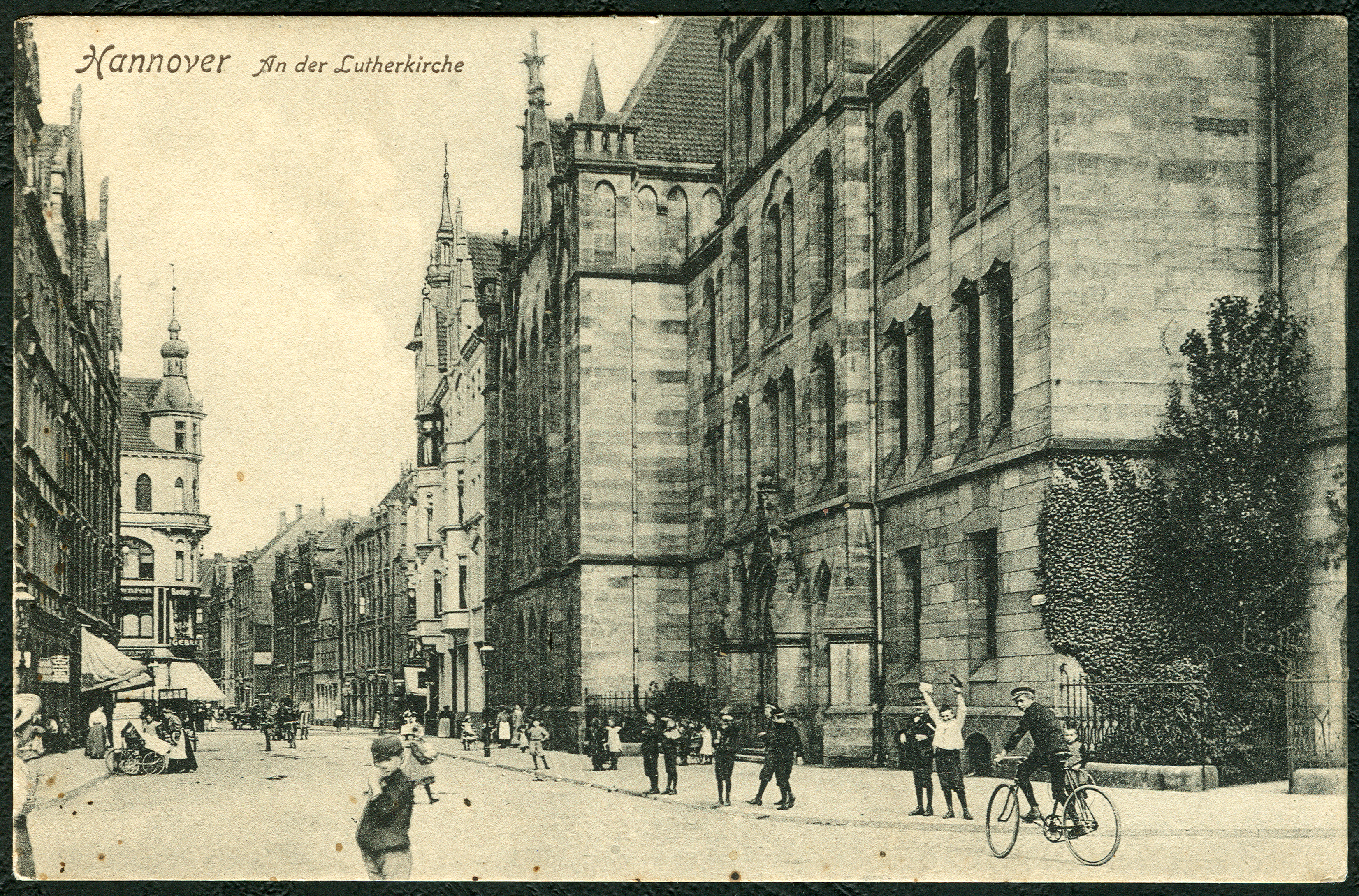
Kinder auf der Straße vor der Lutherschule, im Hintergrund links das Berliner Warenhaus Gebrüder Wolff am Engelbosteler Damm, um 1900

Die Lutherschule ist ein Gymnasium in Hannover-Nordstadt mit durchschnittlich 85 hauptamtliche Lehrkräften einschließlich der Referendare; diese betreuen im Durchschnitt 860 Schülerinnen und Schüler.

## Geschichte

### Vor dem Jahr 1933
Am 2. März 1897 fasste der Magistrat der Stadt Hannover den Beschluss, in der Nordstadt eine Realschule zu gründen. Das schlossähnliche heutige Hauptgebäude der Lutherschule wurde von 1897 bis 1900 entlang der Straßen Am kleinen Felde und der damaligen Hahnenstraße (heute: An der Lutherkirche) im Stil des Historismus errichtet (Architekt: Otto Ruprecht).
Am 16. Oktober 1900 zogen die ersten 237 Schüler in das Gebäude, das als Realschule III geführt wurde. 1906 erhielt sie den Namen Oberrealschule an der Lutherkirche. Im Jahre 1933 erhielt sie ihren heutigen Namen Lutherschule nach der benachbarten Lutherkirche.
Bereits 1931 wurde eine neue Turnhalle Am kleinen Felde errichtet und die bisherige ins Hauptgebäude integrierte Turnhalle zu Fachräumen umgebaut.

### Von 1933 bis 1945
Während des Zweiten Weltkriegs wurden zahlreiche Schüler rings um Hannover als Luftwaffenhelfer eingesetzt. Bei den Luftangriffen auf Hannover kamen bei einem Volltreffer auf eine Flakstellung in der nördlichen Nachbargemeinde Langenhagen fünf Lutherschüler und acht Schüler der Bismarckschule, die als Flakhelfer eingesetzt waren, ums Leben. Am 6. Januar 1945 fiel eine Fliegerbombe in die Aula der Schule, ohne zu explodieren. Da der Schulbetrieb schon im Sommer 1943 nach Alfeld (Leine) verlegt worden war, kam es dabei nicht zu Personenschäden. Es blieb aber eine Restschule mit etwa 30 Schülern März 1945.

### Von 1945 bis 1999
Die Aula wurde im Jahr 1952 nach Kriegsschäden zunächst in einfacher Form wiederhergestellt. 1957 wurde die Lutherschule in die Lutherschule I und die Lutherschule II geteilt. Letztere erhielt 1960 den Namen Herschelschule nach Wilhelm und Caroline Herschel.
1972 kamen, wegen Platznot, ein Pavillon mit sechs Klassenräumen auf dem Schulhof und 1975 eine neue Sporthalle an der Asternstraße hinzu. Ab dem Schuljahr 1974/1975 führte die zuvor reine Jungenschule die Koedukation ein und nahm erstmals Mädchen in den Schulbetrieb auf. Die Aula wurde von 1999 bis 2000 renoviert und restauriert.

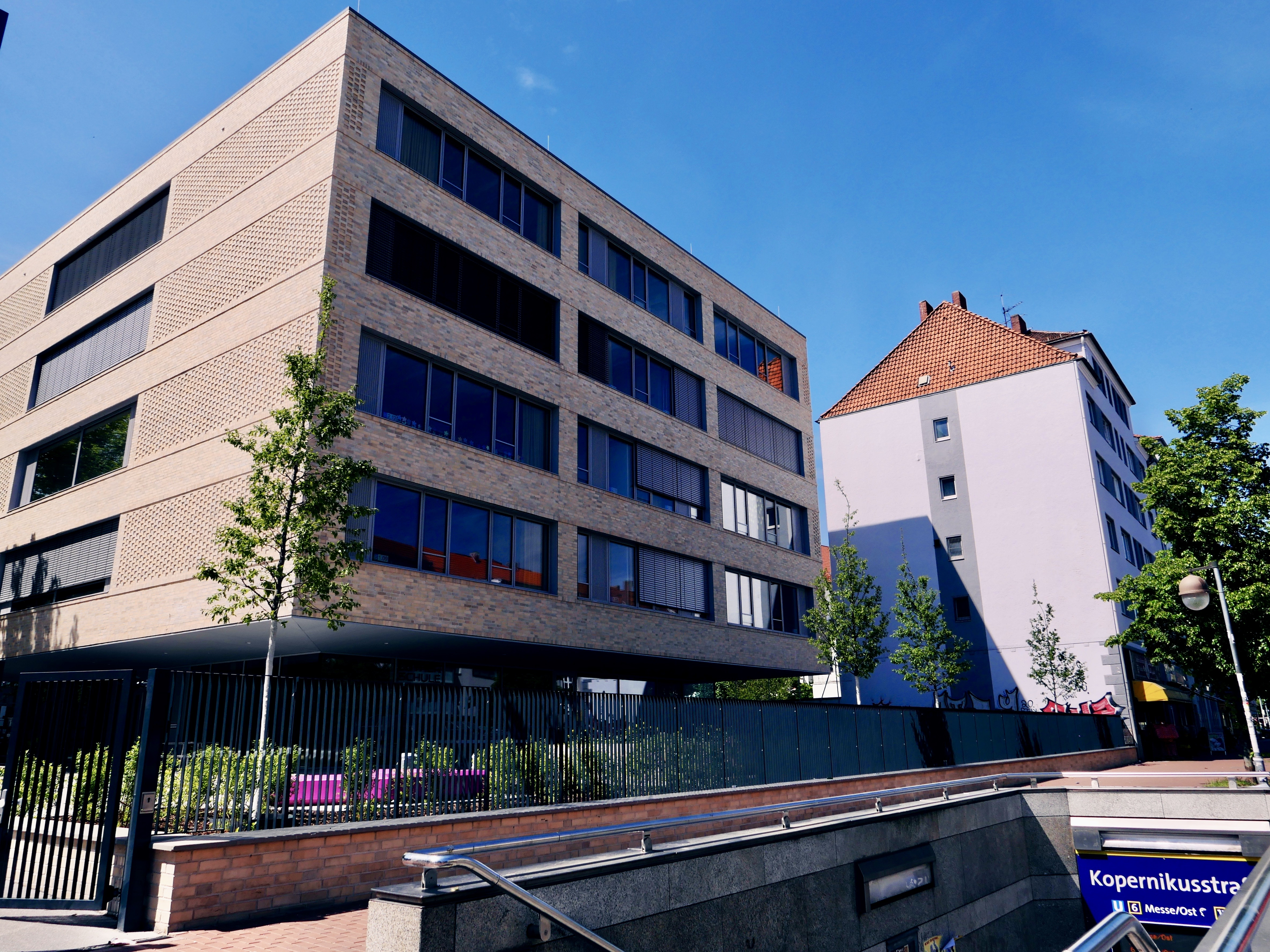
Erweiterungsbau der Lutherschule, Ansicht vom Engelbosteler Damm

### Ab dem Jahr 2000
Von 2004 bis 2025 unterhielt die Lutherschule nach Auflösung der Schulform Orientierungsstufe in Niedersachsen eine Außenstelle Oberstufe auf dem Gelände der Grundschule An der Uhlandstraße.
2006 wurde in der Schule das hundertjährige Jubiläum mit einer Festwoche gefeiert, da die offizielle Gründung auf das Jahr 1906 zurückgeht, in dem die ministerielle Genehmigung aus Berlin für die erste Reifeprüfung zum Ostertermin 1906 erteilt wurde.
Dachstuhl-, Fenster- und Fassadensanierungen unter Beachtung des Denkmalschutzes erfolgten in den Jahren 2008/2009.

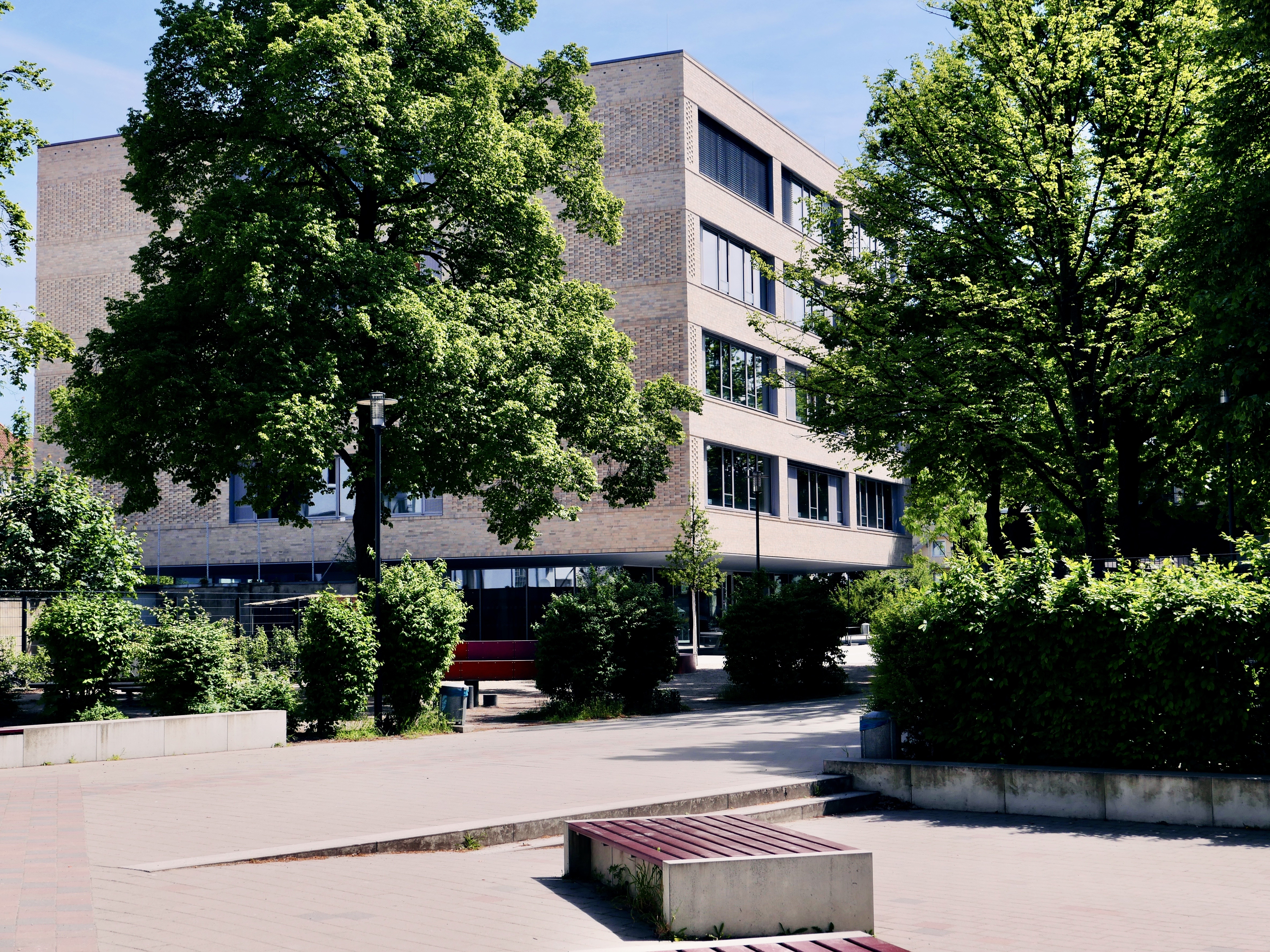
Erweiterungsbau der Lutherschule, Ansicht vom Schulhof

Ab 2008 entwickelt sich die Lutherschule, ausgelöst durch die Verkürzung der Schulzeit auf 12 Jahre, zum Ganztagsgymnasium.
2011 wurde ein Neubau vor der Sporthalle fertiggestellt, der Fachräume für Physik und Chemie bietet. Gleichzeitig wurden auch aufwändige Renovierungsarbeiten an der Sporthalle beendet. Im Anschluss wurde das Pavillongebäude abgerissen, an dessen Standort zwischen 2021 und 2025 ein fünfgeschossiger Erweiterungsbau am Engelbosteler Damm entstand. Der zusätzliche Raumbedarf ergab sich durch die Wiedereinführung des 13. Schuljahres, den Ausbau der Lutherschule zu einem vierzügigen Gymnasium und die Aufgabe der Schulaußenstelle.
Im Februar 2025 wurde der moderne Erweiterungsbau eröffnet. Die offizielle Einweihung fand am 6. Februar 2025 in Anwesenheit von Oberbürgermeister Belit Onay statt. Der Neubau beherbergt den Ganztagsbereich, Klassenräume, Fachräume für Kunst, Biologie, Chemie und Physik sowie eine Schülerbibliothek. Er ermöglicht die Zusammenführung aller Jahrgänge an einem Standort, da die bisherige Außenstelle jetzt nicht mehr benötigt wird. Bei der Errichtung des Gebäudes wurde auf Nachhaltigkeit geachtet, so erzeugt eine Photovoltaikanlage Strom, und flexible Lernräume ermöglichen vielfältige Nutzungen. Auch der Schulhof wurde neugestaltet und bietet neben Sport- und Aufenthaltsbereichen ein Outdoor-Klassenzimmer.

## Beschreibung
Regelmäßig findet ein Schüleraustausch mit Schulen in Cahors in Frankreich. Das eigene Schullandheim in Bredenbeck am Deister steht insbesondere für die jüngeren Schülerinnen und Schüler für Klassenfahrten zur Verfügung. Weitere Angebote bestehen in Form einer Hausaufgabenhilfe, eines Schülercafés, einem Chor, Band und Orchester, einer Theater AG sowie einer Schülerzeitung. Die Lutherschule erreichte seit 2007 mehrfach die Zertifizierung als Humanitäre Schule durch das Jugendrotkreuz Niedersachsen.
An der Schule besteht eine Schülervertretung mit neun Mitgliedern. Ihr gehören Klassen- und Jahrgangssprecher der Klassenstufen sieben bis zwölf, in Ausnahmefällen auch der Jahrgangssprecher des 13. Jahrgangs, an. Des Weiteren wählt der Schülerrat vier Schüler in den sogenannten Schulvorstand.

### Fremdsprachenangebot
Die Schüler lernen zunächst Englisch und wählen ab Klasse 6 Spanisch, Französisch oder Latein als zweite Fremdsprache. Die Lutherschule ist damit eines von wenigen Gymnasien in Hannover, an denen Spanisch als zweite Fremdsprache gewählt werden kann.
Im Jahr 1990 wurde ein bilingualer Zweig eingerichtet, in dem ab Klasse 7 bis Klasse 11 Biologie, Politik, Geschichte und Erdkunde in englischer Sprache unterrichtet werden. Falls im 11. und 12. Jahrgang Englisch und mindestens eines der Fächer Biologie oder Politik (die weiter als Grundkurse in englischer Sprache angeboten werden) belegt und als Prüfungsfächer gewählt werden, bescheinigt die Schule das bilinguale Abitur.

### Profiloberstufe
Die Oberstufe wurde lange in der nahegelegenen Außenstelle im Gebäude der Grundschule An der Uhlandstraße untergebracht. Mittlerweile, wird die Oberstufe wieder im Hauptgebäude unterrichtet. In der Oberstufe können verschiedene Profile gewählt werden – die eine sprachliche, naturwissenschaftliche, musikalisch-künstlerische oder gesellschaftswissenschaftliche Ausrichtung haben.

## Ehemalige Schüler
- (nach Jahrgängen)

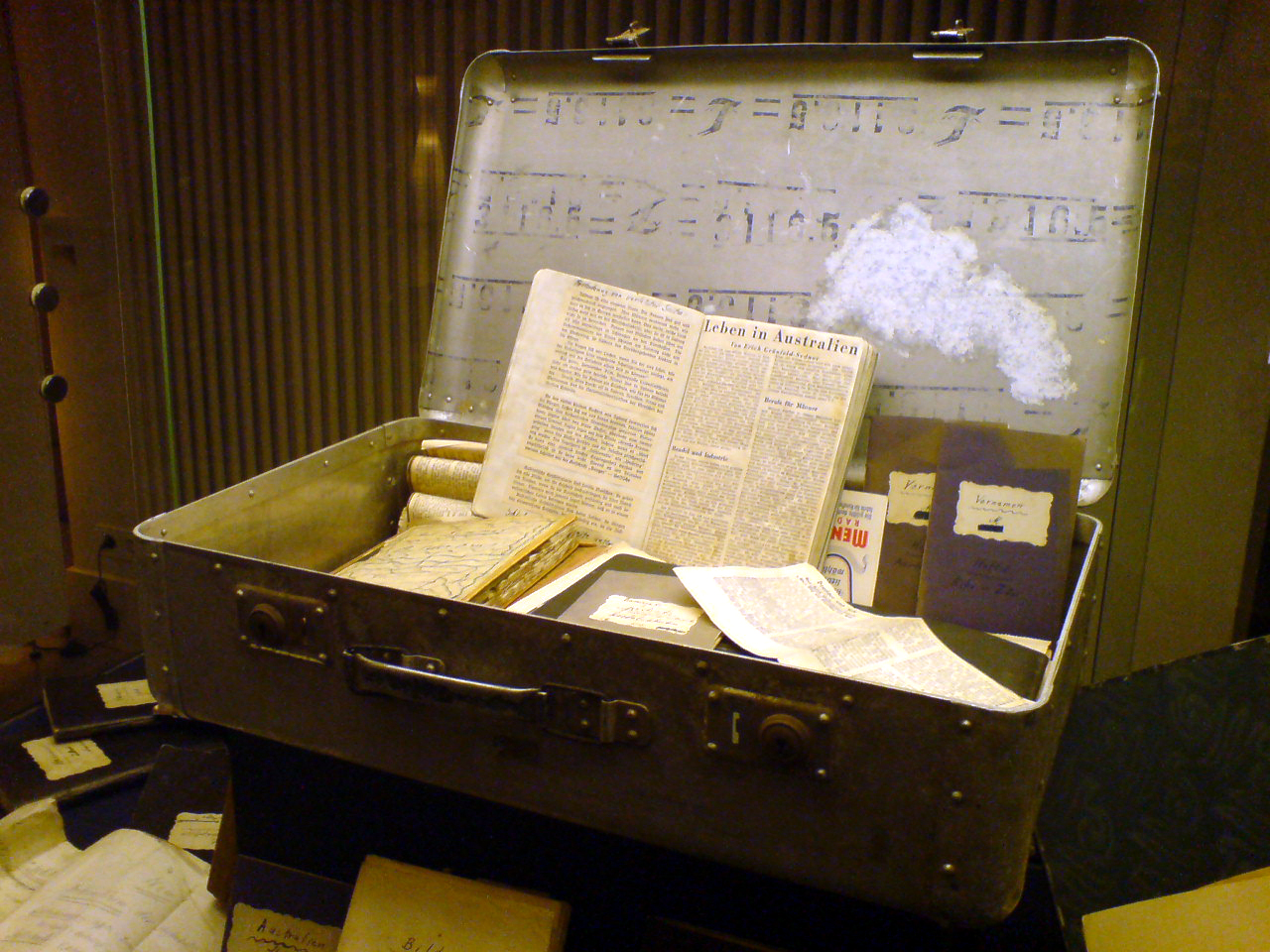
Koffer von Norbert Kronenberg; Exponat der Ausstellung bis 27. Januar 2012 im Neuen Rathaus

- Alwin Belger (1891–1945), Pädagoge und Schriftsteller
- Alfred Gehring (1892–1972), Agrarchemiker
- Heinrich Bütefisch (1894–1969), Chemiker und Manager I.G. Farben
- Max Müller (1904–1987), Unternehmer
- Norbert Kronenberg (* 1908; 1954 für tot erklärt), Techniker, 1941 deportiert in das Ghetto Riga[10]
- Werner Steinmeier (1910–1993), Kapellmeister, Chorleiter, Musikkritiker und Musiklehrer in Bremerhaven
- Konrad Dannenberg (1912–2009), Ingenieur, Mitarbeiter von Wernher von Braun
- Günther Neutze (1921–1991), Schauspieler in Theater und Fernsehen und Rundfunksprecher[11]
- Horst Michael Neutze (1923–2006), Schauspieler[11]
- Herbert Bötticher (1928–2008), Schauspieler
- Hanns Lothar (Neutze) (1929–1967), Schauspieler[11]
- Jürgen Middendorff (1930–2006), norwegischer Konsul und Inhaber der Herrenhäuser Brauerei[12]
- Horst Stegemeyer (1931–2023), Chemiker (Flüssigkristalle)
- Peter Schumann (* 1934), Theaterregisseur und Bildhauer
- Wolfgang Gust (* 1935), Journalist und Buchautor
- Hans-Werner Laubinger (1936–2018), Rechtswissenschaftler
- Geerd Diercksen (* 1936), Theoretischer Chemiker
- Ulrich Behl (1939–2021), Zeichner, Grafiker und Objektkünstler
- Bernhard Töpper (* 1944), Fernsehjournalist (ZDF)
- Hans-Joachim Körber (* 1946), ehem. Vorsitzender der Metro AG
- Joachim Kettel (* 1955), Bildender Künstler und Kunstprofessor
- Holger Frahm (* 1959), Professor für Theoretische Physik
- Volker Lüdecke (* 1961), Autor, Regisseur und Schauspieler
- Michael Thürnau (* 1963), Moderator beim NDR
- Lars Brandau (* 1965), ehem. Fernseh-Redakteur bei n-tv
- Matthias Blazek (* 1966), Journalist und Historiker
- Rick J. Jordan, bürgerlich Hendrik Stedler (* 1968), Mitbegründer von Scooter
- Philipp Rösler (* 1973), ehem. Bundesminister, Vizekanzler und Bundesvorsitzender der FDP
- Denise M’Baye (* 1976), Sängerin und Schauspielerin in Theater und Fernsehen
- Susan Gordanshekan (* 1978), Regisseurin und Drehbuchautorin

## Bekannte Lehrer
- Hans Beck (1876–1942; Lehrer 1903–1909), Mathematiker
- Edelgard Bulmahn (* 1951; Lehrerin 1986), Politikerin (SPD), Bundesministerin für Bildung und Forschung (1998–2005)
- Hans-Joachim Haecker (1910–1994; Lehrer 1955–1972), Dramatiker, Dichter und Essayist
- Karl Smalian (1860–1940; Lehrer 1907–1924), Zoologe und Biologielehrer[13]
- Johannes Vogel (1875–?), Sportpädagoge und Hochschullehrer